# Stoel van Swentibold
De Stoel van Swentibold is een motteheuvel waarop in de middeleeuwen een mottekasteel heeft gestaan. Het betreft een zogeheten Abschnittsmotte; de motte is als het ware uit het plaatselijke plateau gesneden. De heuvel ligt bij de Veersestraat ten noorden van Guttecoven in de Limburgse gemeente Sittard-Geleen in Nederland.
Ongeveer 250 meter naar het noordwesten ligt Kasteel Grasbroek. De omgrachte motte ligt aan de Hondsbeek in het natuurgebied Grasbroek (restant van het vroegere Graetbos) aan de noordrand van het Plateau van Graetheide.

## Geschiedenis
Ongeveer in de 10e eeuw werd er een mottekasteel opgericht. De motteheuvel zou de plaats zijn geweest van het kasteel van Zwentibold.
Sinds 18 december 1972 is het terrein van de motte een rijksmonument.